# Arktur
Arktur (α Boo, Alfa Boötis) – najjaśniejsza gwiazda w gwiazdozbiorze Wolarza o obserwowanej wielkości gwiazdowej −0,04m. Czwarta co do jasności gwiazda na nocnym niebie.

## Nazwa
Gwiazda ta nosi nazwę własną Arktur, po raz pierwszy zapisaną przez Hezjoda. Pochodzi ona od stgr. Ἀρκτοῦρος Arktouros, oznaczającego „strażnik niedźwiedzia” (ἄρκτος „niedźwiedź” i οὖρος „strażnik”). Wiąże się ona z położeniem gwiazdy w pobliżu Wielkiej Niedźwiedzicy, za którą podąża on wraz z obrotem sfery niebieskiej; była odnoszona także do całego gwiazdozbioru. Międzynarodowa Unia Astronomiczna w 2016 roku formalnie zatwierdziła użycie nazwy Arktur dla określenia tej gwiazdy.

## Charakterystyka obserwacyjna
Arktur ma jasność −0,04m i jest czwartą pod względem jasności gwiazdą na nocnym niebie, po Syriuszu, Kanopusie i układzie podwójnym gwiazd Alfa Centauri, który ma jasność −0,27m (jaśniejsza Alfa Centauri A ma jasność −0,01, mniejszą niż Arktur, ale gwiazd A i B nie można rozdzielić gołym okiem).
Na niebie Arktur wraz z innymi jasnymi gwiazdami Spica, Denebola i Cor Caroli tworzy charakterystyczny asteryzm, Diament Panny.
Gwiazda eta Boötis (Muphrid) jest nie tylko wizualnie bliska Arkturowi, lecz także leży bardzo blisko w przestrzeni, zaledwie 3,3 roku świetlnego od niego.

## Historia obserwacji
Arktur jako czwarta pod względem jasności gwiazda na niebie zwracała uwagę ludzi w starożytności. Klaudiusz Ptolemeusz zwrócił uwagę na lekko czerwonawy kolor Arktura. Astrologia wiązała ruchy gwiazd na niebie, w szczególności momenty takie jak heliakalny wschód, z oddziaływaniem gwiazd na ludzi. Śródziemnomorscy żeglarze obawiali się wpływu Arktura, o czym świadczą zapisy m.in. Aratosa z Soloj i Pliniusza; Georgiki Wergiliusza wskazują na wiarę w negatywny wpływ Arktura na prace rolne. W starożytnej Mezopotamii Arktur był kojarzony z bogiem Enlilem, stojącym na czele panteonu sumeryjskiego. Polinezyjczycy nazywali Arktura Hōkūleʻa, „Gwiazdą Radości”; Arktur przechodzi przez zenit na szerokości geograficznej archipelagu Hawajów, co pozwalało polinezyjskim nawigatorom odnaleźć te wyspy na rozległym Pacyfiku.
Dla współczesnej astronomii Arktur jest znaczący jako pierwsza gwiazda, u której stwierdzono ruch własny – w ciągu 800 lat przesuwa się na niebie o odległość kątową równą średnicy tarczy Księżyca. Odkrycia tego dokonał Edmund Halley w 1718 roku, porównując współczesne mu obserwacje z dawnymi zapisami. Od czasów Ptolemeusza Arktur przemieścił się o ponad stopień na południe, dalej od środka konstelacji.

## Właściwości fizyczne

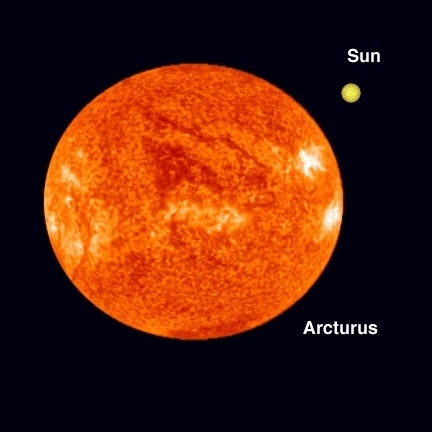
Porównanie rozmiarów Arktura i Słońca

Arktur to pomarańczowy olbrzym należący do typu widmowego K. W świetle widzialnym emituje 113 razy więcej promieniowania niż Słońce, ale przy niższej temperaturze (4290 K) wypromieniowuje więcej energii w zakresie podczerwieni – po uwzględnieniu tej emisji jego jasność okazuje się 215 razy większa niż jasność Słońca. Arktur ma 25 razy większą średnicę niż Słońce, masa tej gwiazdy jest nieznacznie większa od masy Słońca. Gwiazda ta zakończyła już syntezę wodoru w hel w jądrze i prawdopodobnie zaczęła już syntezę helu w węgiel. Słaba emisja rentgenowska wskazuje na aktywność magnetyczną Arktura. Wiek gwiazdy jest oceniany na 5,9 do 8,6 miliarda lat.
Jego prędkość ruchu jest większa niż innych jasnych gwiazd w otoczeniu Słońca, względem Słońca porusza się on z prędkością 121,7 km/s i jest bardzo blisko najbliższego Słońca punktu orbity wokół Centrum Galaktyki (osiągnie go za 4 tysiące lat). Gwiazda jest stosunkowo uboga w metale, co w połączeniu z nietypowym ruchem sugerowało, że należy on do starszej populacji gwiazd Galaktyki. Zalicza się on do tzw. Strumienia Arktura; nowsza interpretacja wskazuje, że ta grupa gwiazd pochodzi z małej galaktyki satelickiej rozerwanej przez Drogę Mleczną 5–8 miliardów lat temu.

## Hipoteza o istnieniu układu planetarnego

Położenie Arktura w gwiazdozbiorze Wolarza

Pomiary sztucznego satelity Hipparcos sugerują, że Arktur jest gwiazdą podwójną, a towarzysz jest około dwudziestu razy mniej jasny niż główna gwiazda i orbituje tak blisko, że jest na granicy naszych możliwości odkrycia. Ostatnie wyniki wciąż nie są rozstrzygające, ale coraz bardziej uprawdopodobniają to odkrycie.
W 1993 pomiary prędkości kątowych Aldebarana, Arktura i Polluksa pokazały, że Arktur wykazuje długookresowe oscylacje prędkości radialnej, które mogłyby zostać zinterpretowane jako wskazujące na obecność towarzysza mniejszego niż gwiazda. Pomiary dla Arktura wskazują na towarzysza o masie niemal 12 razy większej niż Jowisz, odległego o 1,1 au na lekko ekscentrycznej orbicie. Jednak badania wszystkich trzech gwiazd wykazywały podobne oscylacje prowadzące do podobnych mas towarzyszy i autorzy stwierdzili, że zmiany były prawdopodobnie spowodowane przez czynniki wewnątrzgwiazdowe, a nie grawitacyjny wpływ towarzysza. Jak dotąd nie potwierdzono istnienia żadnego towarzysza mniejszego niż gwiazda.